# Mięsień lędźwiowy mniejszy

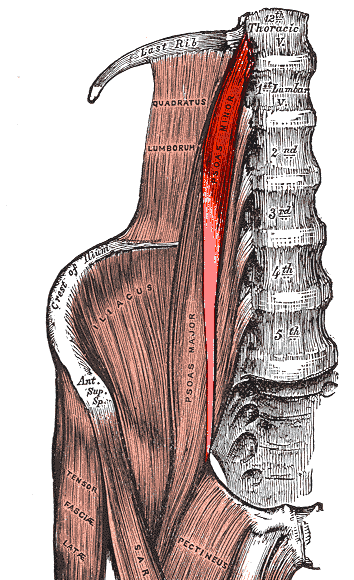
Mięsień lędźwiowy mniejszy człowieka oznaczony na czerwono

Mięsień lędźwiowy mniejszy (łac. musculus psoas minor) – jeden z mięśni obręczy kończyny miednicznej ssaków, zmienny i nie zawsze występujący. Ma kształt wrzecionowaty, rozpoczyna się zwykle na ostatnich kręgach piersiowych i pierwszych kręgach lędźwiowych, a kończy na guzku mięśnia lędźwiowego mniejszego na kości biodrowej lub na grzebieniu biodrowo-łonowym i powięzi biodrowej. 
U człowieka jest silnie uwsteczniony, często brak go zupełnie, a gdy występuje jest bardzo zmienny i w dużej części ścięgnisty. Należy do grupy przedniej mięśni grzbietowych obręczy kończyny dolnej, leży z przodu od mięśnia lędźwiowego większego i czasem razem z nim uważany jest za część mięśnia biodrowo-lędźwiowego, a nie za osobny mięsień. Jego przyczepy początkowe leżą na trzonach XII kręgu piersiowego i I lędźwiowego. Płaski, wąski i wydłużony brzusiec przechodzi w również płaskie, długie ścięgno przyczepiające się do powięzi biodrowej, łuku biodrowo-łonowego i wyniosłości biodrowo-łonowej. Jego funkcją jest napinanie powięzi biodrowej i łuku biodrowo-łonowego.